# LGA2066
LGA2066（別名：Socket R4）は、ランド・グリッド・アレイ (Land grid array) を採用したインテル製CPUソケットで、LGA2011の後継にあたる規格の1つである。

## 概要
Skylake、Kaby Lakeに使用され、ハイエンドデスクトップ向けのCPUソケットとなる。2017年5月30日に発表された。LGA2066は他のソケットと違いゲーミングPC、ハイエンドPCとして位置付けされており、外観はLGA2011-v3と比較するとやや潰れた長方形になっている。ランド（陸=平たい接点）が2,066個になり、従来のソケットとの互換性はない。
また、LGA2066より新しいハイエンドCPU、Core i9が採用される。最上位とされるCore i9 7980XEでは18コア36スレッドが実装されており前Broadwell の最上位モデル、Core i7 6950Xの10コア20スレッドを大きく上回っている。
また、LGA2066から比較的低価格でハイエンドモデルのCore i5も投入される予定である。
DDR4 SDRAMを使用し、4チャネル(CPUがi7-7740Xとi5-7640Xの場合は2チャネル)までサポートする。

## 採用製品
CPU
- Intel
  - Skylake-X
  - Kaby Lake-X
  - Cascade Lake-X

チップセット
- Intel
  - X299 / C422